# Norma Alicia Galindo Matias
Norma Alicia Galindo Matías (Tecomán, Colima; 4 de noviembre de 1964) es una política mexicana. Fue candidata del PRI a la Diputación Federal por el Distrito II de Colima que. Senadora de la república, suplente, por el Partido Revolucionario Institucional, cargo que ocupó del 23 de octubre de 2013 al 4 de febrero de 2014. Es viuda del Profesor Gustavo Alberto Vázquez Montes quien fuera gobernador del Estado de Colima en el periodo 2004 - 2005 y el cual perdió la vida en ejercicio de responsabilidad junto a otros seis destacados Colimenses en un accidente aéreo
Mexicana, Colimense, destacada política priísta con estudios en Licenciatura en Administración de Empresas (en proceso). Es madre de 4 hijos: Rocío Elizabeth, Gustavo Alberto, Antonio y Norma

## Actividades dentro del Partido Revolucionario Institucional
- 1982 Activista en campañas políticas locales
- 1985 Activista en campañas políticas locales
- 1988 Activista en campañas políticas locales
- 1991 Activista en campañas políticas locales
- 1994 Activista en campañas políticas locales
- 1997 Activista en campañas políticas locales
- 2000 - 2003 Presidenta del C.D.E. del Voluntariado del PRI en Colima
- Consejera Política Estatal
- Consejera Política Nacional
- 2013 Senadora de la República[2][3]

## Actividades políticas
- 2012 Candidata a Senadora Suplente de Itzel Ríos de la Mora, contribuyendo para lograr el triunfo de la fórmula que encabezaron Itzel Ríos de la Mora y Mely Romero

## Actividades de servicio social
- 1998 - 2000 Presidenta del DIF Municipal de Tecomán
- Presidenta del Patronato de la Casa Hogar del Niño Tecomense A.C.
- Presidenta del Patronato Estatal de AMANC - (Asociación Mexicana de Atención a Niños con Cáncer)
- 2004 - 2005 Presidenta del DIF Estatal Colima

## Experiencia administrativa
- 1980 - 1983 Secretaria de Gerencia en Banco Mexicano SOMEX en Tecomán
- 1983 - 1988 Secretaria del COPLADEMUN en el H. Ayuntamiento de Tecomán
- 1988 - 1994 Secretaria de la Defensoría de Oficio del Poder Judicial en Tecomán

## Experiencia gubernamental
- 2005 - 2007 Titular de la Secretaría de Desarrollo Social del Gobierno del Estado de Colima (SEDESCOL)[4]

## Experiencia en el gobierno federal
- 2013 Delegada Federal en el Estado de Colima del Instituto Nacional de la Economía Social (INAES).[5][6] Nombrada por el presidente de la República Lic. Enrique Peña Nieto

## Reconocimientos
- 2013 El H. Congreso de Colima, la LVII Legislatura, en el marco del Día Internacional de la Mujer entregó la presea "Concepción Barbosa de Anguiano"[7] a la señora Norma Alicia Galindo Matias, por su destacada trayectoria en el ámbito político.